# Helena Engman
Helena Sofia Engman (* 16. Juni 1976 in Piteå) ist eine schwedische Kugelstoßerin.
Sie wurde Sechste bei der Sommer-Universiade 2003 und Achte bei den Halleneuropameisterschaften 2007. Sie nahm auch an den Europameisterschaften 2006 und den Weltmeisterschaften 2007 teil, aber ohne die Finals zu erreichen.